# Cofana spectra
Cofana spectra  (лат.) — вид прыгающих насекомых рода Cofana из семейства цикадок (Cicadellidae). Широко распространён в тропиках Старого света: Африка, Мадагаскар, Юго-Восточная Азия, Австралия. Длина самцов 7—8,3 мм, самок — 9—11 мм беловатого цвета (голова палево-жёлтоватая с чёрными отметинами). Пронотум и скутеллюм зеленовато-жёлтый. Питаются соками из растений семейства Poaceae.